# Froher Tag, verlangte Stunden
Froher Tag, verlangte Stunden (BWV Anh. 18) ist eine weltliche Kantate von Johann Sebastian Bach. Er komponierte sie zur Einweihung der renovierten Thomasschule zu Leipzig und leitete die Uraufführung am 5. Juni 1732. Mit Ausnahme des ersten Satzes ist die Musik nicht erhalten, wohl aber das Libretto von Johann Heinrich Winckler, einem Lehrer an der Thomasschule und somit Bachs Kollege.

## Geschichte und Aufbau

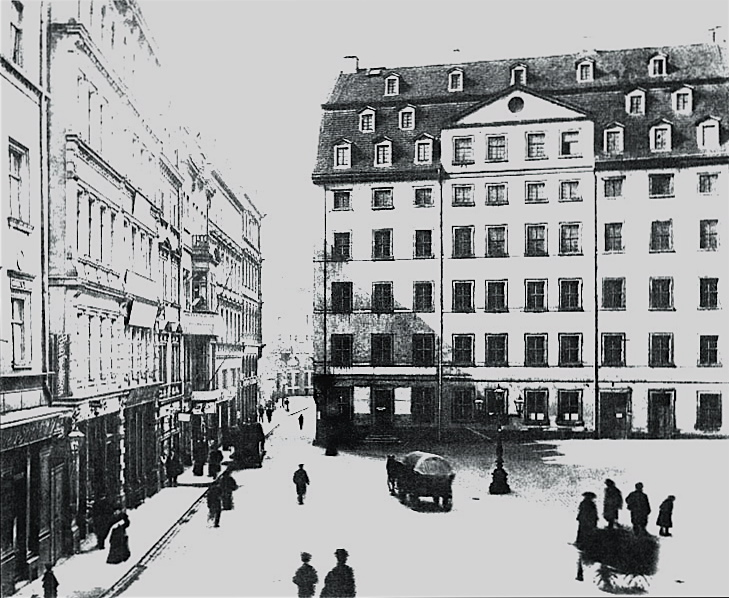
Thomasschule zu Leipzig, Aufnahme kurz vor dem Abriss 1902. Bachs Wohnung war auf der linken Hausseite.

1731 begannen die Umbauarbeiten an der Thomasschule unter Leitung des Architekten George Werner, wobei das Gebäude um zwei Stockwerke erhöht wurde. Familie Bach und weitere Bewohner des Schulgebäudes mussten für ein Jahr umziehen. Nach dem Umbau 1732 bewohnte die Familie einen ganzen Gebäudeflügel über drei Etagen.
Die Kantate besteht aus zehn Sätzen. In einer Pause nach den ersten fünf Nummern waren Ansprachen vorgesehen, ähnlich wie bei den Kirchenkantaten, die ursprünglich in einen Teil vor und nach der Predigt aufgeteilt waren.
1. Froher Tag, verlangte Stunden
2. Wir stellen uns jetzt vor
3. Väter unsrer Linden-Stadt
4. Begierd und Trieb zum Wissen
5. So lasst uns durch Reden und Mienen entdecken
6. Geist und Seele sind begierig
7. So groß ist Wohl und Glück
8. Doch man ist nicht frey und los
9. Wenn Weisheit und Verstand
10. Ewiges Wesen, das alles erschafft

Im Jahre 2009 ersteigerte das Bachhaus Eisenach ein Textheft von 1732 mit dem Libretto von Froher Tag, verlangte Stunden zum Preis von 10.500 Euro.

## Spätere Bearbeitungen
Bach verwendete mehrmals Teile dieser Kantate für spätere Kompositionen, zunächst für die ebenfalls verlorene weltliche Kantate Frohes Volk, vergnügte Sachsen, BWV Anh. 12, die er 1733 zum Namenstag von August III. komponierte. Die Musik des Eingangschores erschließt sich aus der Tatsache, dass Bach sie für das 1735 entstandene Himmelfahrtsoratorium Lobet Gott in seinen Reichen BWV 11 wiederverwendet hat.